# SWAT 4
SWAT 4 is een tactische FPS gemaakt door Irrational Games en uitgebracht door Vivendi Universal op 5 april 2005. Het spel is gebouwd op Irrational Games's Vengeance engine gesteund door de Unreal Engine 2.0. SWAT 4 plaatst de speler in de rol van een SWAT-teamleider die het commando voert over vier andere teamgenoten, waarmee men verschillende situaties moet oplossen, zoals het bevrijden van gijzelaars of het uitschakelen/arresteren van terroristen. Een uitbreidingspakket van SWAT 4, genaamd SWAT 4: The Stetchkov Syndicate, is uitgebracht op 28 februari 2006.

## Gameplay

### Singleplayer
SWAT 4 bevat een singleplayercampagne waarin de speler zijn SWAT-team door een aantal missies moet leiden. De missies hebben geen gevolg op elkaar, ze staan dus los van elkaar, dat betekent dus dat er eigenlijk geen verhaallijn is. De makers van het spel hebben geprobeerd het spel zo te maken dat het spel vergelijkbaar is met een echt SWAT-team. Als men tijdens de missie neergeschoten wordt zal men terug van het begin van de missie moeten beginnen (er is geen checkpoint- of quicksave-functie) en men krijgt bijvoorbeeld strafpunten als men een verdachte zonder waarschuwen verwondt of doodschiet, want het is de bedoeling ze te arresteren. Op hogere moeilijkheidsgraden is het onmogelijk om naar het volgende level te gaan als men het vorige level niet goed genoeg hebt gedaan, omdat men bijvoorbeeld een verdachte heeft neergeschoten in plaats van gearresteerd of als een van de teamleden neergeschoten werd.
De speler is de leider van een SWAT-team bestaand uit vijf man, die bestaat uit zichzelf en vier andere die opgesplitst kunnen worden in twee teams van twee (rood of blauw). De speler heeft niet de directe controle over de andere teamleden, maar hij kan wel bevelen geven zoals het bewaken van een opening, het binnengaan van een kamer en die te ontruimen (met bijvoorbeeld verschillende soorten granaten), verdachten te arresteren enz. Waar de verdachten en gijzelaars zich bevinden, met hoeveel ze zijn en de uitrusting en het gedrag wordt semi-willekeurig bepaald aan de start van de missie. Dit zorgt ervoor dat de speler niet kan vertrouwen op zijn voorgaande kennis van het level om het level makkelijker uit te spelen.
Alle missies beginnen met een ‘briefing’ die de situatie beschrijft en details geeft over of er bijvoorbeeld gijzelaars of andere burgers zijn. De briefing geeft de missie doelen weer, zoals het onschadelijk (doden of arresteren) maken van alle verdachten, en de gijzelaars of andere burgers redden, en of er eventuele sluipschuttersposities zijn. Bij sommige missies kan men zelfs het gesprek met de meldkamer beluisteren van een van de gijzelaars die de politie verwittigde. Na de briefing krijgt men de mogelijkheid om de uitrusting voor zichzelf en voor de teamgenoten te kiezen en dan kan men met de missie beginnen (voor sommige missies kan nog het eigen beginpunt kiezen).
Normaal probeert de speler de missie dan uit te spelen door middel van het arresteren van verdachten, het redden van gijzelaars/burgers, en alle wapens onschadelijk te maken - als dat allemaal goed gelukt is, krijgt men de perfecte score (100/100). De missies hebben zeer verschillende soorten verdachten, sommige zijn nauwelijks bewapend en hebben een slechte uitrusting, deze zijn zeer makkelijk te arresteren zonder dodelijke wapens te gebruiken. Verdachten in de latere missies daarentegen hebben volautomatische wapens zoals AK-47’s. Verdachten zullen ook beter beschermd zijn met attributen als gasmaskers en kogelwerende vesten. Als het niet mogelijk is om een verdachte te arresteren, is het team genoodzaakt om de verdachte te doden, oftewel de verdachte te ‘neutraliseren’.
SWAT 4 heeft ook het concept van het geoorloofd en ongeoorloofd gebruik van wapens. In de meeste situaties moet het SWAT-team de verdachte waarschuwen en zeggen zich over te geven. Schieten zonder waarschuwing is ongeoorloofd gebruik van dodelijke wapens (ervan afhankelijk of de verdacht verwond raakt of sterft) en daarvoor krijg men puntenvermindering, wat bepalend is voor het volbrengen of mislukken van de missie. Schieten zonder waarschuwing is alleen toegestaan wanneer de verdachte zijn wapen op een gijzelaar richt of op een van de SWAT-leden, of wanner deze als eerste het vuur opent. De reacties van de verdachten op waarschuwingen verschillen – sommigen proberen zich te verstoppen en een hinderlaag op te stellen, sommigen geven zich meteen over, sommigen zullen vluchten en andere zullen meteen het vuur openen. Als een gijzelaar wordt gedood betekent dat einde missie.
Het SWAT-team heeft verschillende soorten uitrusting die men voor de missie kan kiezen. Elk teamlid heeft de keuze uit een primair en een secundair wapen, een aantal soorten granaten, een optiwand (een high-tech-versie van een spiegel op een stok) die het mogelijk maakt om achter hoeken en deuren te kijken, een gereedschapje om deuren van het slot te halen of om bommen onschadelijk te maken, een deurklem om een deur compleet te blokkeren, pepperspray en C2-explosieven of een shotgun om een deur die op slot zit open te schieten. Eén teamlid kan al deze dingen niet zelf dragen, dus moet de speler een selectie maken. Primaire wapens kunnen krachtige dodelijke wapens zijn (zoals de M4A1 of een automatische shotgun), maar ze kunnen ook niet-dodelijk zijn, zoals een shotgun geladen met speciale ‘bonenzakjes’ of een paintballgeweer geladen met peperbommetjes. Handgeweren en een taser gun zijn secundaire wapens.
Van speciale waarde zijn de verschillende soorten granaten. Als een team gewoon een kamer binnenrent waarin zich verdachten bevinden, zal dat meestal resulteren in het mislukken van de missie. Dus daarvoor zal men granaten moeten gebruiken, waardoor de verdachten minder goed in staat zijn om aan te vallen. Er zijn drie soorten granaten: flashbang – verblindt voor een tijdje, CS-gas-granaten – zorgt ervoor dat de verdachte een tijdje hulpeloos is, minder effectief buiten of in een geventileerde kamer, en compleet niet effectief op mensen met een gasmasker (dus ook op de eigen SWAT-leden met een gasmasker), en stingergranaten – deze exploderen met smalle rubber balletjes, iedereen die in de buurt van de ontploffing staat wordt duizelig. Deze stingergranaten moeten voorzichtig worden gebruikt, omdat het mogelijk is om verdachten of teamleden ermee te doden. Het gebruik van granaten, pepperspray of taser guns maakt de missie een stuk makkelijker, omdat de verdachten zich sneller zullen overgeven. 
Ook moet gezegd worden dat mensen in SWAT 4 niet tegen te veel schade kunnen. Ondanks dat de SWAT leden bepakt zijn met kogelwerende vesten, kunnen ze redelijk snel verwond raken of zelfs doodgaan. Net als in de realiteit is een teamlid dat in zijn hoofd wordt geschoten op slag dood. Gewonde teamleden zijn minder capabel, afhankelijk van de plek van de verwonding. Zo zal een teamlid met een beenwond langzamer lopen en met een armwond minder precies schieten.

#### Missies
Missie-overzicht:
1. SWAT Training
2. Food Wall Restaurant
3. Fairfax Residence
4. Qwik Fuel Convenience Store
5. A-Bomb Nightclub
6. Victory Imports Auto Center
7. Red Library Offices
8. Northside Vending and Amusements
9. Duplessis Diamond Wholesale Center
10. Children of Taronne Tenement
11. St. Michaels Medical Center
12. The Wolcott Projects
13. Old Granite Hotel
14. Mt. Threshold Research Center

### Multiplayer
SWAT 4 bevat ook verschillende multiplayer-spelmodes, allemaal teamgebaseerd: SWAT tegen Verdachten. De multiplayer-spelmodes zijn:
- "Barricaded Suspects". Teams krijgen punten voor het arresteren of doden van leden van het andere team. Het team dat als eerste de scorelimiet heeft bereikt of de hoogste score heeft wanneer de rondetijd eindigt heeft gewonnen.
- "VIP Escort". Een willekeurig lid van het SWAT-team is geselecteerd als een VIP. De verdachten moeten de VIP arresteren, hem vasthouden voor twee minuten en hem dan executeren. Het SWAT-team moet de VIP escorteren naar een extractiepunt ergens in het level. Als de VIP wordt gedood door de verdachten zonder dat ze hem twee minuten hebben vastgehouden wint het SWAT-team. Als een SWAT-lid de VIP doodt hebben de verdachten gewonnen.
- "Rapid Deployment". 3 tot 5 bommen zijn verspreid geplaatst door het level. Het SWAT-team moet de bommen vinden en onschadelijk maken binnen de tijdslimiet, als ze falen winnen de verdachten.
- "Co-op". Hiermee kan de speler samen met anderen de single-playermissies doorlopen, waarin ze dus de plek innemen van SWAT-leden die normaal door de computer worden bestuurd.

Op 10 oktober 2012 heeft GameSpy de Swat 4-multiplayer servers permanent afgesloten.

## Systeemeisen
Om SWAT 4 te spelen heeft een speler minimaal het volgende nodig:
- Pentium III 1,0 GHz / Celeron 1,2 GHz / Athlon 1,2 GHz of vergelijkbaar
- RAM: 256 MB (512 is aangeraden)
- Videogeheugen: 32 MB
- Hardeschijfruimte: 2 GB

## Trivia
- Het spel is opgenomen in het boek 1001 Video Games You Must Play Before You Die van Tony Mott.